# Palazzo Corvaja
Palazzo Corvaja è un edificio storico di Taormina, che si affaccia, da una parte, su Piazza Vittorio Emanuele II detta "della Badia" ed il Corso Umberto e dall'altra su Piazza Santa Caterina e su Piazza Fabio Bonasera. Attualmente il primo piano è sede del museo delle Arti e tradizioni popolari mentre al piano terra trovasi l'ufficio di informazioni turistiche.

## Storia
La costruzione risale alla fine del XIII secolo su preesistenze di età normanna-sveva. La porzione dell’edificio nota come "Salone del Maestro giustiziere", fu eretto per opera di Juan de Termes, nominato da Federico II, Prefetto e Maestro di Giustizia. Con questo ampliamento, viene aggiunta una piccola scala che dal cortile d'accesso porta al primo piano. Sul pianerottolo, sono visibili tre pannelli scolpiti ad altorilievi in pietra di Siracusa raffiguranti la creazione di Eva, il peccato originale e la cacciata dal paradiso. 
L'ala destra dell'edificio fu realizzata agli inizi del Quattrocento per permettere la riunione di un parlamento (1411) che stabilisse a chi affidare il Regno di Sicilia, di cui era in quel periodo reggente Bianca di Navarra, seconda moglie del defunto re Martino il Giovane. Per questo motivo, il palazzo assume anche il nome di "Palazzo del Parlamento" o "della regina Bianca di Navarra.
Il primo sindaco del dopoguerra fece espropriare il palazzo e per tre anni, si procedette al restauro completo ad opera dell'architetto napoletano Armando Dillon, lo stesso incaricato di restaurare il Duomo di Taormina.
La facciata, in pietra di Taormina, presenta delle finestre bifore con archi acuti e capitelli corinzi che appoggiano su una fascia che divide in due l'altezza. Quest'ultimo è impreziosito da due liste di pietra lavica nera. Sulla sommità, la merlatura a corona richiama il carattere di fortificazione presente in altri edifici taorminesi.

## Galleria fotografica

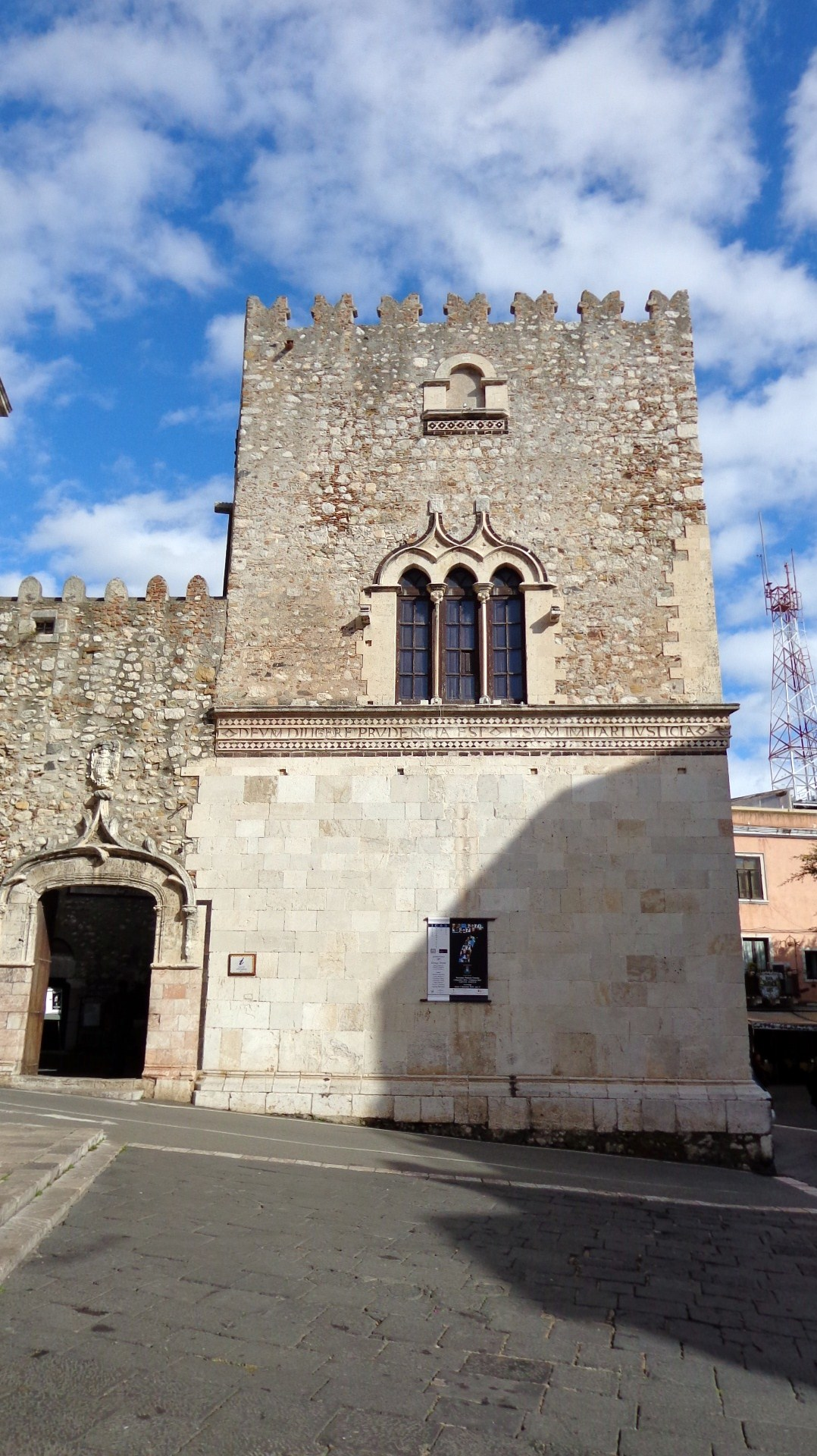
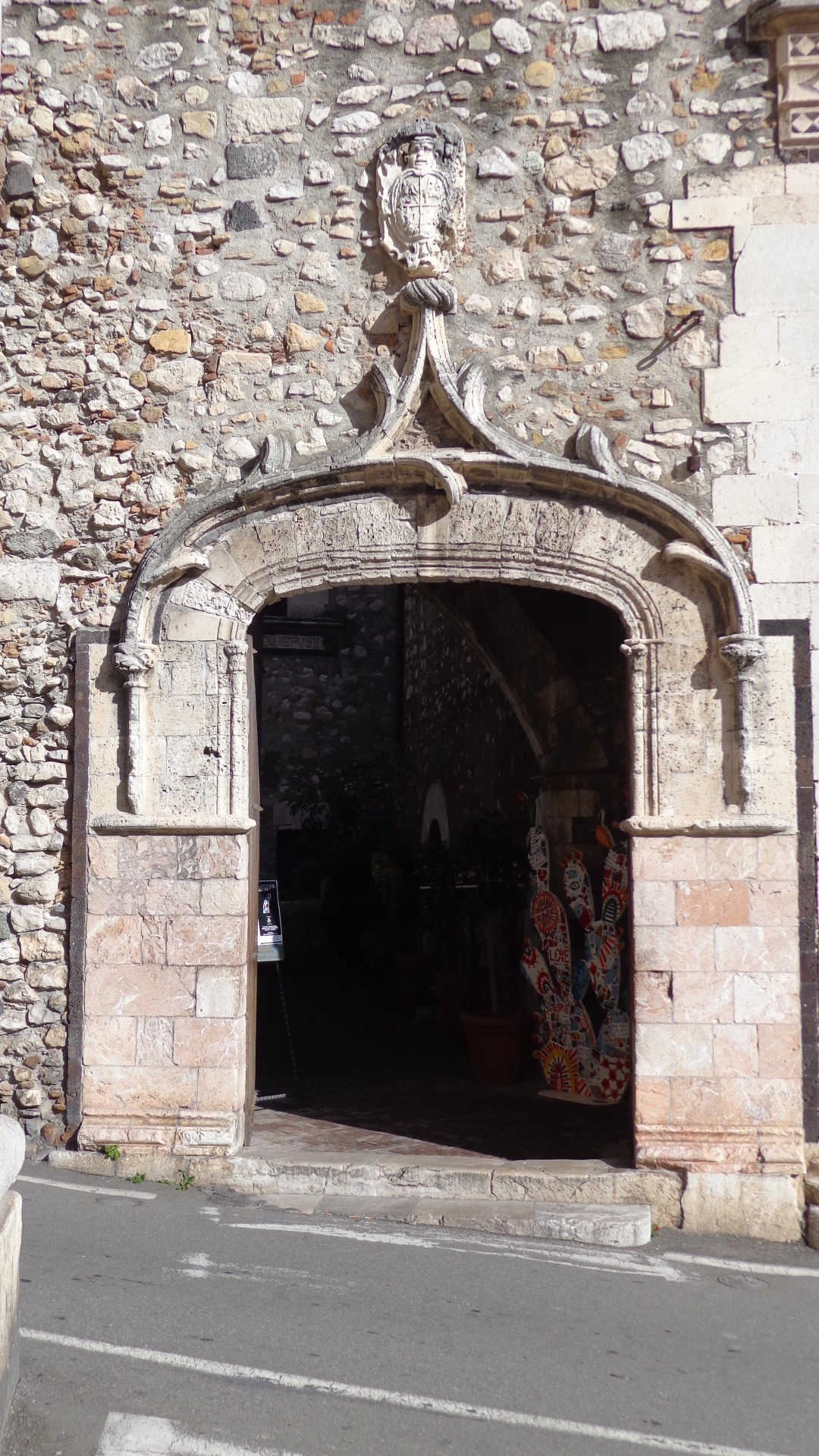
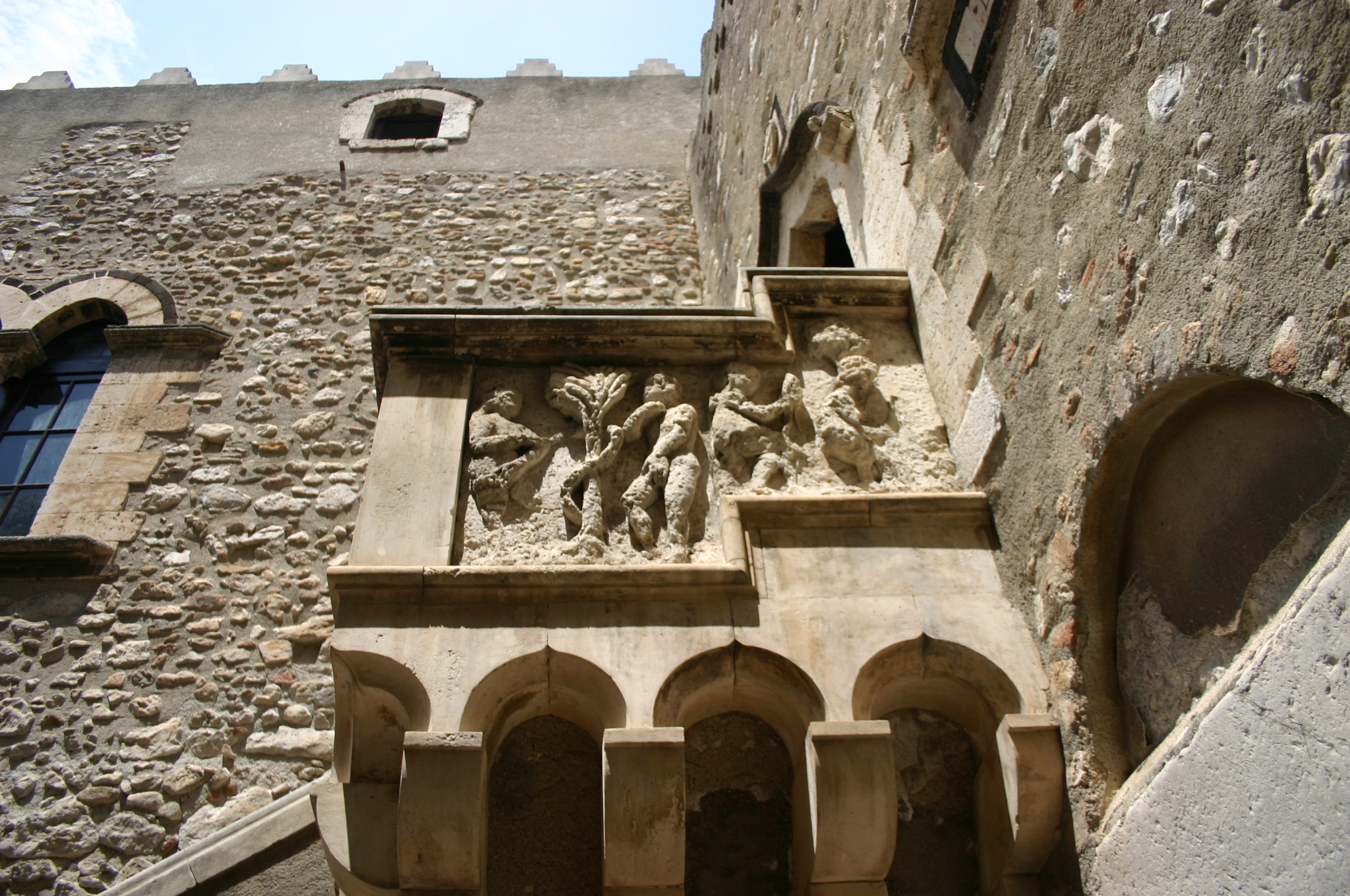
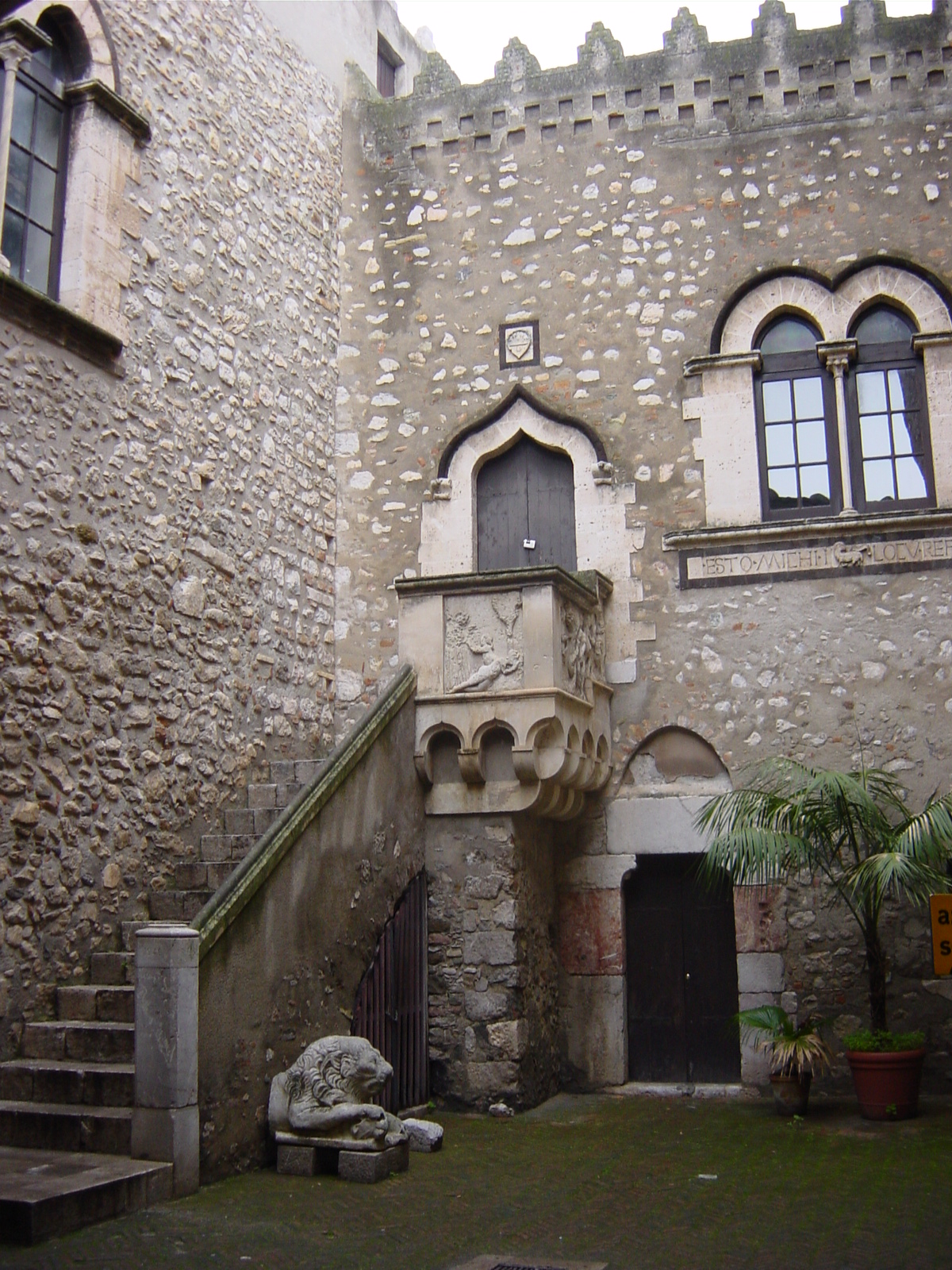